# 斯維亞泰茨
49°50′38″N 26°17′51″E / 49.84389°N 26.29750°E
斯維亞泰茨（烏克蘭語：Святець）是位於烏克蘭西部的村莊，由赫梅利尼茨基州裡赫梅利尼茨基區的泰奧菲波爾市鎮負責管轄。該村海拔高度288米，2001年人口2,284，該村落99%人口是烏克蘭人。